# Marcin Kaczmarek (ur. 1974)
Marcin Kaczmarek (ur. 2 stycznia 1974 w Sztumie) – polski piłkarz, trener piłkarski i komentator telewizyjny. Od 2022 do 2023 szkoleniowiec Lechii Gdańsk.

## Życiorys
Karierę sportową rozpoczął w MRKS Gdańsk. Następnie był graczem Lechii Gdańsk, Pogoni Szczecin (w jej barwach zadebiutował w ekstraklasie 13 sierpnia 1994 i zdobył swoją jedyną bramkę w ekstraklasie, w meczu przeciwko Widzewowi,19 kwietnia 1995), GKS Bełchatów, Unii Tczew i Stomilu Olsztyn. Karierę piłkarską zakończył w rodzimej Lechii Gdańsk. 
Po zakończeniu w 2003 kariery piłkarskiej, zadebiutował w gdańskiej drużynie jako trener i awansował z nią kolejno: z lV do III i z III do ll ligi. Lechię prowadził do 17 czerwca 2006. 
Od lipca do listopada 2007 był trenerem IV-ligowego zespołu Pogoni Szczecin. Został zwolniony gdy zespół zajmował pierwsze miejsce w tabeli. Od 1 lipca 2008 roku był trenerem I-ligowej Olimpii Grudziądz, z którą awansował w ciągu trzech sezonów z III do I ligi. Następnie trenował Wisłę Płock. W pierwszym roku pracy w Wiśle zwyciężył w II lidze wschodniej i wywalczył awans na zaplecze ekstraklasy. W 2016 roku awansował z Wisłą do Ekstraklasy i pracował w tym klubie do 5 lipca 2017. 17 września 2018 roku podpisał kontrakt z Bruk-Bet Termalicą Nieciecza. 1 lipca 2019 został trenerem Widzewa Łódź. W sezonie 2019/20 wywalczył z zespołem awans do I ligi, jednak ze względu na niezadowalające wyniki meczów, po jego zakończeniu został zwolniony.
Na ławkę trenerską wrócił we wrześniu 2022, gdy ponownie został szkoleniowcem ekstraklasowej Lechii Gdańsk.
Jest ekspertem oraz komentatorem meczów piłkarskim Polsatu Sport.

## Życie prywatne
Syn trenera Bogusława Kaczmarka. Jego żoną jest dziennikarka, Magdalena Skorupka-Kaczmarek. 